# Terry St. Clair
Terry St. Clair (ur. 1951 w Burslem, UK) – brytyjski muzyk folkowy i bluesowy, gitarzysta, autor tekstów i kompozytor. Znany z występów w londyńskich miejscach publicznych, pubach i restauracjach.

## Życiorys
Terry St. Clair karierę muzyczną zaczął pod koniec lat 60. XX-wieku koncertując w lokalnych angielskich pubach. Zadebiutował publicznie w 1974 roku w programie New Faces w brytyjskiej telewizji ITV. Później przeniósł się do Londynu gdzie zarabiał na życie grając w barach i restauracjach. W 1977 założył rodzinę, a w 1978 urodziła mu się córka Anna. Podjął pracę jako przedstawiciel dystrybutora płyt muzycznych. Razem z przyjacielem Stevenem Southornem stworzyli zespół Millstone Bill grający koncerty w lokalach, głównie w środkowej części Wielkiej Brytanii. W 1980 roku Terry przeniósł się z powrotem do Londynu gdzie pracował jako instruktor nauki jazdy. W okresie między 1982 a 1994 rokiem podróżował głównie po Europie zarabiając na życie występami w miejscach publicznych oraz razem z teatrami ulicznymi.
W 1985 w czasie kiedy Bob Geldof organizował Band Aid, Terry St. Clair występował w Busk Aid zbierając tysiące funtów na cele charytatywne. Napisał piosenkę Maybe Not Tomorrow którą wyemitowała telewizja BBC. W 1985 roku wyszedł pierwszy album Terry’ego Not between Two and Five osiągając ponad 60 tysięcy sprzedanych egzemplarzy. 
Terry kontynuował swoją działalność muzyczną przez dalszy okres lat 80. Wystąpił nawet na koncercie z Barrym Manilowem. 
W 1991 ukazał się drugi album From the Little Back Room, nagrywany przez 18 miesięcy wyłącznie przez Terry’ego. Samodzielnie aranżował podkład muzyczny, instrumenty i sprzęt. Album ten był również bardzo popularny w swoim czasie jednakże Terry postanowił powrócić do bardziej akustycznych korzeni. W 1994 ukazał się jego najpopularniejszy album Basically składający się wyłącznie z akustycznych aranżacji, tylko gitara i śpiew. Od tamtego czasu Terry uważa, iż najważniejsze są pierwsze podejścia przy tworzeniu utworów i stara się zawsze złapać materiał od razu bez zbędnej obróbki i nadmiernego dopracowywania szczegółów. W 1997 amerykańska wytwórnia muzyczna chciała podpisać z nim kontrakt nagraniowy, jakkolwiek sprawa utknęła na wielomiesięcznych negocjacjach. W tym czasie jednak Terry wydał Black White, kolejny album razem z muzykami brytyjskiej grupy The Strawbs, nagrany w londyńskiej dzielnicy Chiswick. Obecnie Terry St. Clair koncertuje w londyńskich publicznych miejscach gdzie także sprzedaje swoje albumy.

## Dyskografia
- 1985 Not Between Two and Five
- 1991 From the Little Back Room
- 1994 Basically... Terry St. Clair
- 1997 Black White